# Karl Minnameyer
Karl Minnameyer (né le 23 novembre 1891 à Gunzenhausen et mort le 18 janvier 1973 à Georgensgmünd) est un homme politique allemand (NSDAP) et SA-Führer.

## Biographie
Après sa scolarité, Minnameyer se forme à l'école préparatoire de Wassertrüdingen à partir de 1905. En 1909, il entre à l'école normale de Schwabach. De 1912 à 1913, il appartient au 14e régiment d’infanterie royal bavarois (de). À partir de 1914, il participe à la Première Guerre mondiale en tant que Unteroffizier et candidat officier du 13e régiment d'infanterie (de). En février 1915, il est promu lieutenant de réserve et nommé adjudant du 2e bataillon du 13e régiment d'infanterie. En mai 1915, il commence sa formation de pilote de chasse à Hanovre, qui est ensuite déployé comme pilote au front à partir de mars 1916. Après avoir été abattu au-dessus des lignes ennemies le 25 septembre 1916, Minnameyer est fait prisonnier de guerre par les Britanniques, dont il tente de s'échapper à trois reprises.
Après son retour de captivité, Minnameyer rejoint le corps franc de l'Oberland (de) en 1920, avec qui il participe à la répression du soulèvement dans la région de la Ruhr. En 1921, il rejoint le Bund Reichsflagge (de). Il rejoint ensuite le NSDAP, pour lequel il reprend la direction d'un groupe local . En 1928, il devient chef de district des nationaux-socialistes et de la SA Standartenführer. En 1929, Minnameyer assume sa première fonction publique lorsqu'il est élu conseiller local. Dans la même année, il commence à apparaître comme un Gauredner (de). En outre, à cette époque, il s'est vu confier la fonction de chef de district du département politique du parti dans son pays d'origine. En 1931, il est promu chef de district de l'organisation politique.
Après l'arrivée au pouvoir des nationaux-socialistes en 1933, Minnameyer est nommé premier maire de Georgensgmünd. La même année, il est également chef du groupe parlementaire NSDAP à l'assemblée du district de Schwabach. En novembre 1934, Minnameyer entre au Reichstag en tant que représentant de la circonscription 26 (Franconie), dont il sera membre jusqu'à la fin du régime nazi en 1945, dans le cadre du processus de remplacement du député démissionnaire Robert Bergman (de).